# Fiquefleur-Équainville
Fiquefleur-Équainville är en kommun i departementet Eure i regionen Normandie i norra Frankrike. Kommunen ligger i kantonen Beuzeville som tillhör arrondissementet Bernay. År 2022 hade Fiquefleur-Équainville 743 invånare.

## Befolkningsutveckling
Antalet invånare i kommunen Fiquefleur-Équainville
Referens:INSEE